# Live in Stockholm 2004
Live in Stockholm 2004 è il secondo album live del gruppo black metal svedese Dissection, pubblicato il 15 settembre 2009 da Escapi Music.
Il materiale fu inizialmente pubblicato come CD bonus del DVD Rebirth of Dissection, ma fu in seguito pubblicato come album live vero e proprio, anche se contro il volere dei membri della band.

## Tracce
1. At the Fathomless Depths – 3:18
2. Night's Blood – 4:23
3. Frozen – 4:23
4. Soulreaper – 6:55
5. Where Dead Angels Lie – 7:32
6. Retribution - Storm of the Light's Bane – 6:02
7. Unhallowed – 7:09
8. Thorns of Crimson Death – 9:01
9. Heaven's Damnation – 4:37
10. In the Cold Winds of Nowhere – 4:41
11. The Somberlain – 9:10
12. A Land Forlorn – 7:32

## Formazione[3]
- Jon Nödtveidt - voce, chitarra
- Set Teitan - chitarra
- Brice Leclercq - basso
- Tomas Aslund - batteria